# Alice Gentle
Alice Gentle (Chatsworth (Illinois), 30 de junio de 1885-Oakland (California), 28 de febrero de 1958) fue una mezzosoprano de ópera y actriz de películas estadounidense.
En la ópera fueron famosas sus interpretaciones de Carmen de Georges Bizet, La traviata y Otelo de Giuseppe Verdi y Cavalleria rusticana de Pietro Mascagni.
Y en el cine es recordada por haber cantado la canción Carioca en la película de 1933 Volando a Río, canción que fue nominada al premio Óscar a la mejor canción original de dicho año 1933, y finalmente fue superada por la canción The Continental que cantó Ginger Rogers en la película La alegre divorciada.